# Giorgio Marengo
Giorgio Marengo, I.M.C. (Cuneo, Piamonte, 7 de junio de 1974) es un cardenal católico italiano, misionero de la Consolata. Prefecto apostólico de Ulán Bator (Mongolia) desde el año 2020.

## Curiosidades
Es el cardenal más joven desde el consistorio del 27 de agosto de 2022 y lo será hasta el consistorio del 7 de diciembre de 2024 en el que se creará cardenal a Mykola Bychok.-

## Biografía
Durante su infancia fue boy-scout y en su juventud practicó esgrima. Conoció a un misionero de la Consolata, y tiempo después decidió entrar en esta congregación italiana que lleva sacerdotes a lugares en los que no hay presencia de cristianos.
A los veintinueve años se trasladó a Mongolia (2003). Al llegar al país, dedicó tres años a aprender su idioma. Allí le acompañaron dos sacerdotes y dos religiosas. Se establecieron en Arvaikheer, una ciudad a 430 kilómetros de Ulán Bator, en donde nunca había habido una iglesia. Empezaron desde cero. Al llegar a la ciudad, sus habitantes les tomaron por espías. Pasado un tiempo, en el que se construyeron relaciones de amistad, en 2010 se bautizaron un grupo de mujeres, seguidamente sus maridos y otros familiares. En 2022, el número de católicos en Mongolia ascendia a 1470 personas. Giorgio utiliza la expresión "susurrar el Evangelio al corazón de una cultura". El primer sacerdote nacido en Mongolia se ordenó en 2016, y el segundo en 2021.

## Sacerdocio
Fue ordenado presbítero el 26 de mayo de 2001, a los 27 años de edad.

## Episcopado

### Prefecto Apostólico de Ulán Bator
El 2 de abril de 2020, el Papa Francisco lo nombró Obispo titular de Castra Severiana y IV Obispo de la Prefectura Apostólica de Ulán Bator.
Fue consagrado obispo en el Santuario de la Consolata el 8 de agosto de 2020, por el Emmo. Sr. Cardenal Luis Antonio Tagle, entonces Prefecto de la Congregación para la Evangelización de los Pueblos, co-consagrantes el   Excmo. Mons. Cesare Nosiglia y el Emmo. Sr. Cardenal Severino Poletto. Desde entonces, Marengo está al frente de la Iglesia en Mongolia, formada por ocho parroquias.
Sucedió al SE. Mons. Wenceslao Selga Padilla, fallecido el 25 de septiembre de 2018. 

## Cardenalato
Fue creado cardenal por el papa Francisco en el Consistorio celebrado el 27 de agosto de 2022, asignándole el Título de San Judas Tadeo Apóstol, siendo uno de los más jóvenes del mundo tras san Juan Pablo II, cuando fue creado cardenal el 26 de junio de 1967 por san Pablo VI.
El 7 de octubre de 2022 fue nombrado miembro del Dicasterio para la Evangelización.

## Obras
- Giorgio Marengo, Sussurrare il Vangelo nella terra dell'eterno Cielo blu, in In dialogo, Roma, Urbaniana University Press, 2018, ISBN 978-8840150482.

### Galería fotográfica

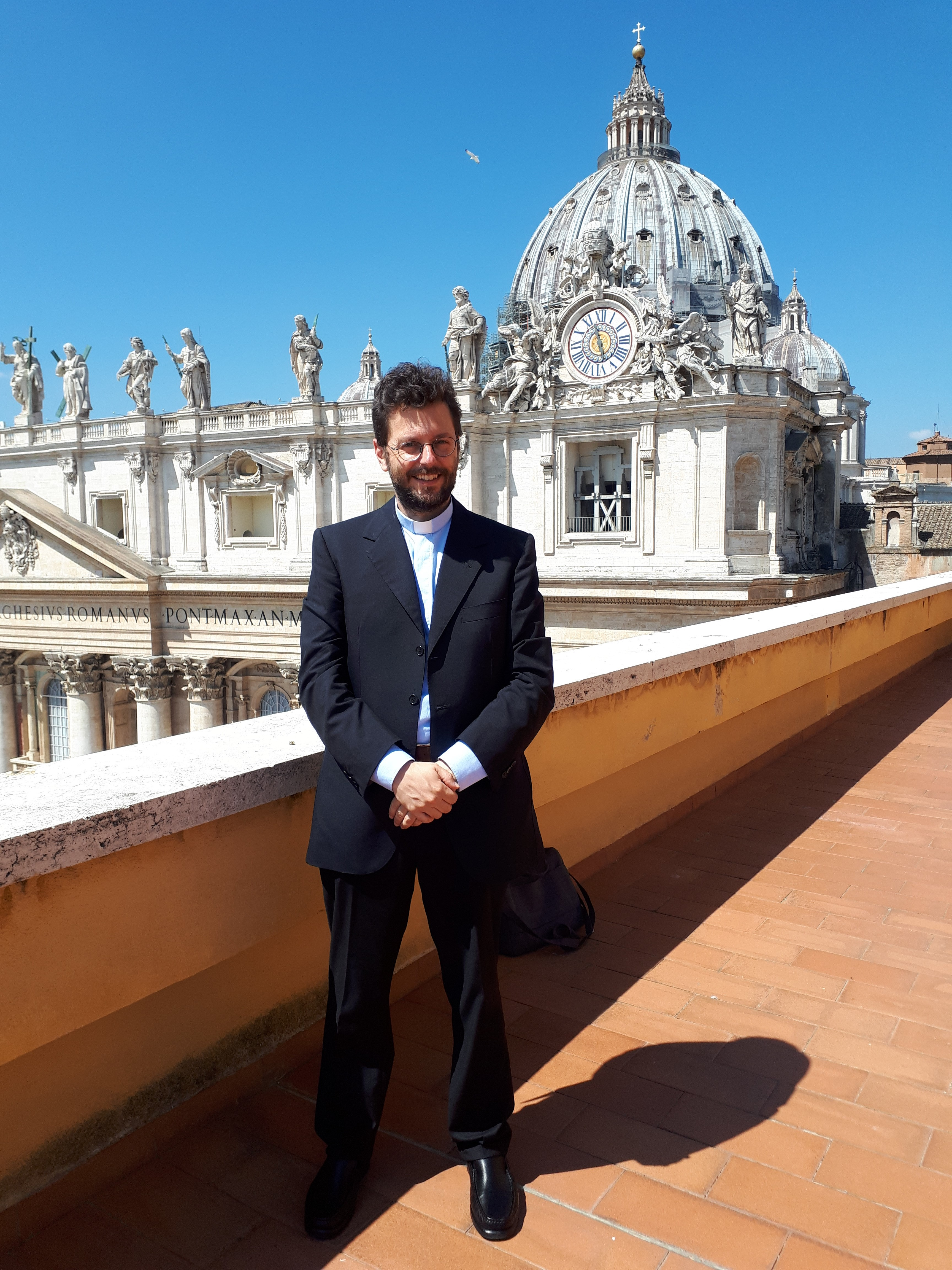
Padre Giorgio, en la Plaza de San Pedro, Roma.
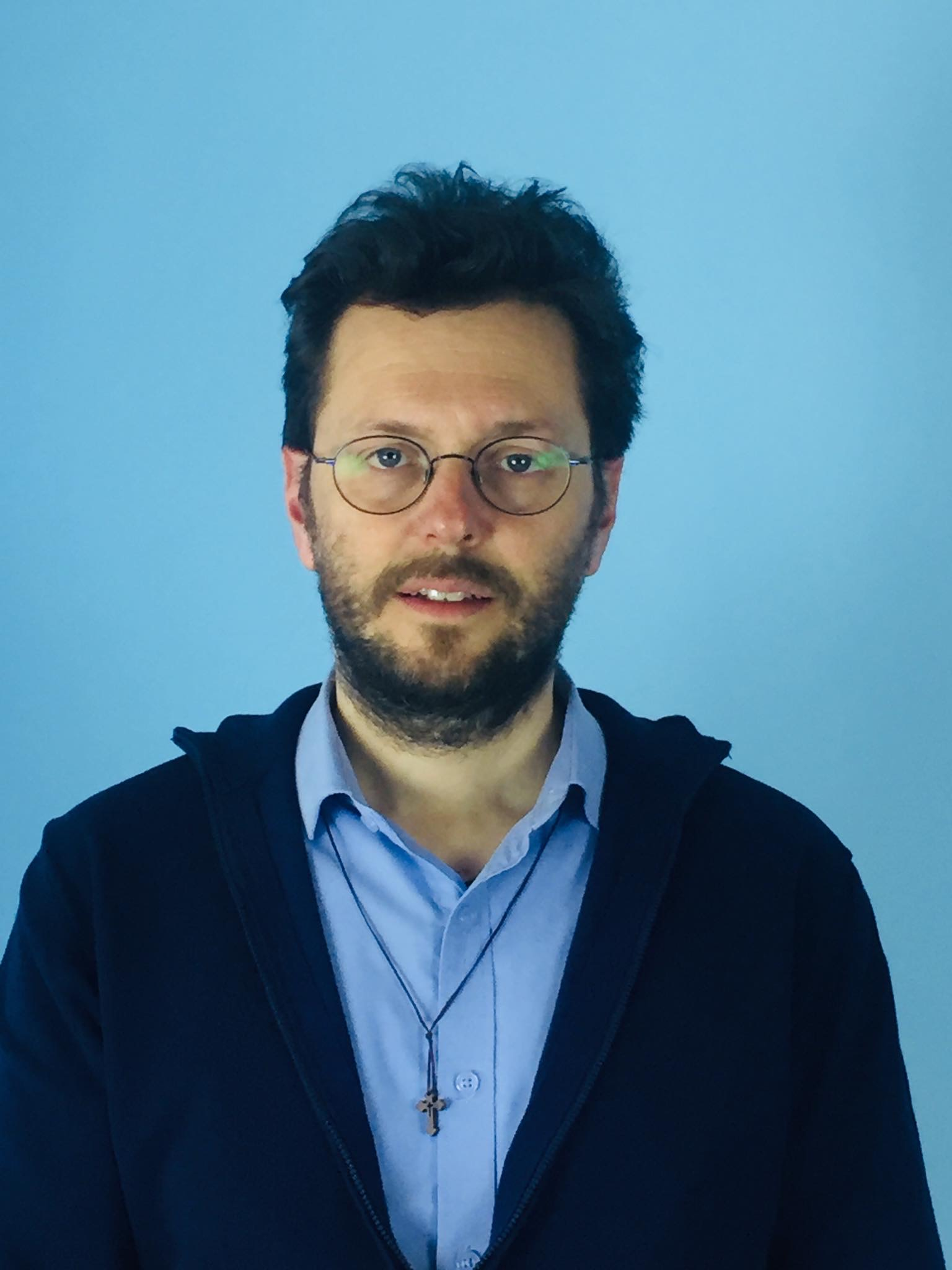
Retrato de padre Giorgio
Escudo episcopal